# Aizy-Jouy
Aizy-Jouy ist eine französische Gemeinde mit 308 Einwohnern (Stand: 1. Januar 2022) im Département Aisne in der Region Hauts-de-France; sie gehört zum Arrondissement Soissons und zum Kanton Fère-en-Tardenois. Die Einwohner werden Azyjois(es) genannt.

## Geografie
Die Gemeinde Aizy-Jouy liegt zwischen dem Chemin des Dames im Norden und dem Aisne-Tal im Süden, etwa 15 Kilometer ostnordöstlich von Soissons. An der Nordwestgrenze der Gemeinde verläuft die hier autobahnartig ausgebaute Route nationale 2. Umgeben wird Aizy-Jouy von den Nachbargemeinden Chavignon im Norden, Pargny-et-Filain im Norden und Nordosten, Ostel im Osten, Vailly-sur-Aisne im Süden, Celles-sur-Aisne im Südwesten sowie Sancy-les-Cheminots im Westen.

## Geschichte
1972 wurden die beiden Kommunen Aizy und Jouy zusammengeschlossen.

### Bevölkerungsentwicklung
| Jahr                       | 1962 | 1968 | 1975 | 1982 | 1990 | 1999 | 2006 | 2012 | 2021 |
| Einwohner                  | 207  | 193  | 232  | 206  | 230  | 242  | 257  | 298  | 303  |
| Quellen: Cassini und INSEE |      |      |      |      |      |      |      |      |      |

## Sehenswürdigkeiten
- Frühere Kirche Saint-Médard in Aizy, im Ersten Weltkrieg zerstört, nur noch das Eingangsportal vorhanden
- Kirche Saint-Médard in Aizy, nach dem Ersten Weltkrieg erbaut
- Kirche Saint-Bandry in Jouy, nach dem Ersten Weltkrieg wieder errichtet
- Frühere Schule
- ehemaliger unterirdischer Steinbruch Creute du Caïd

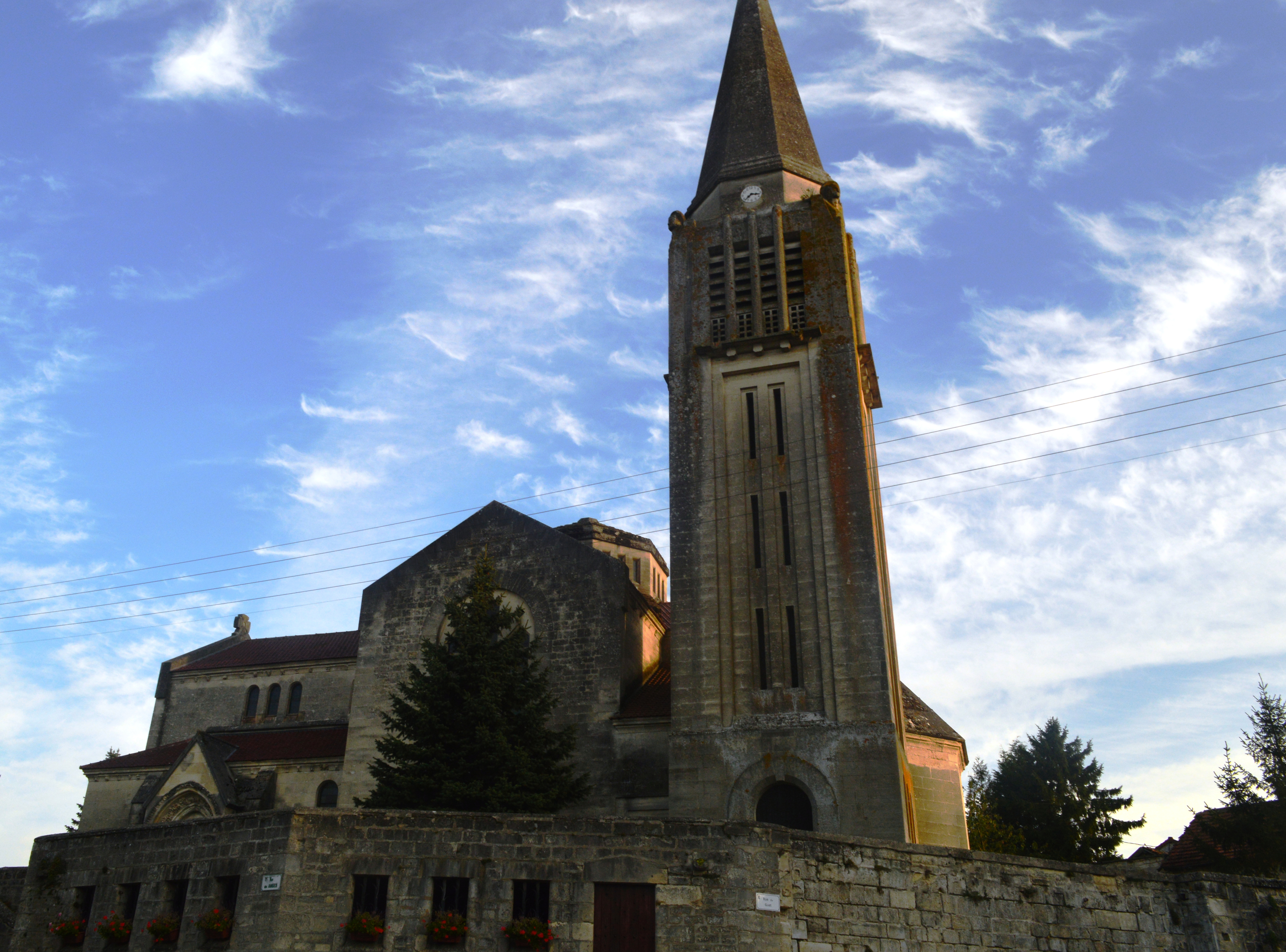
Kirche Saint-Médard
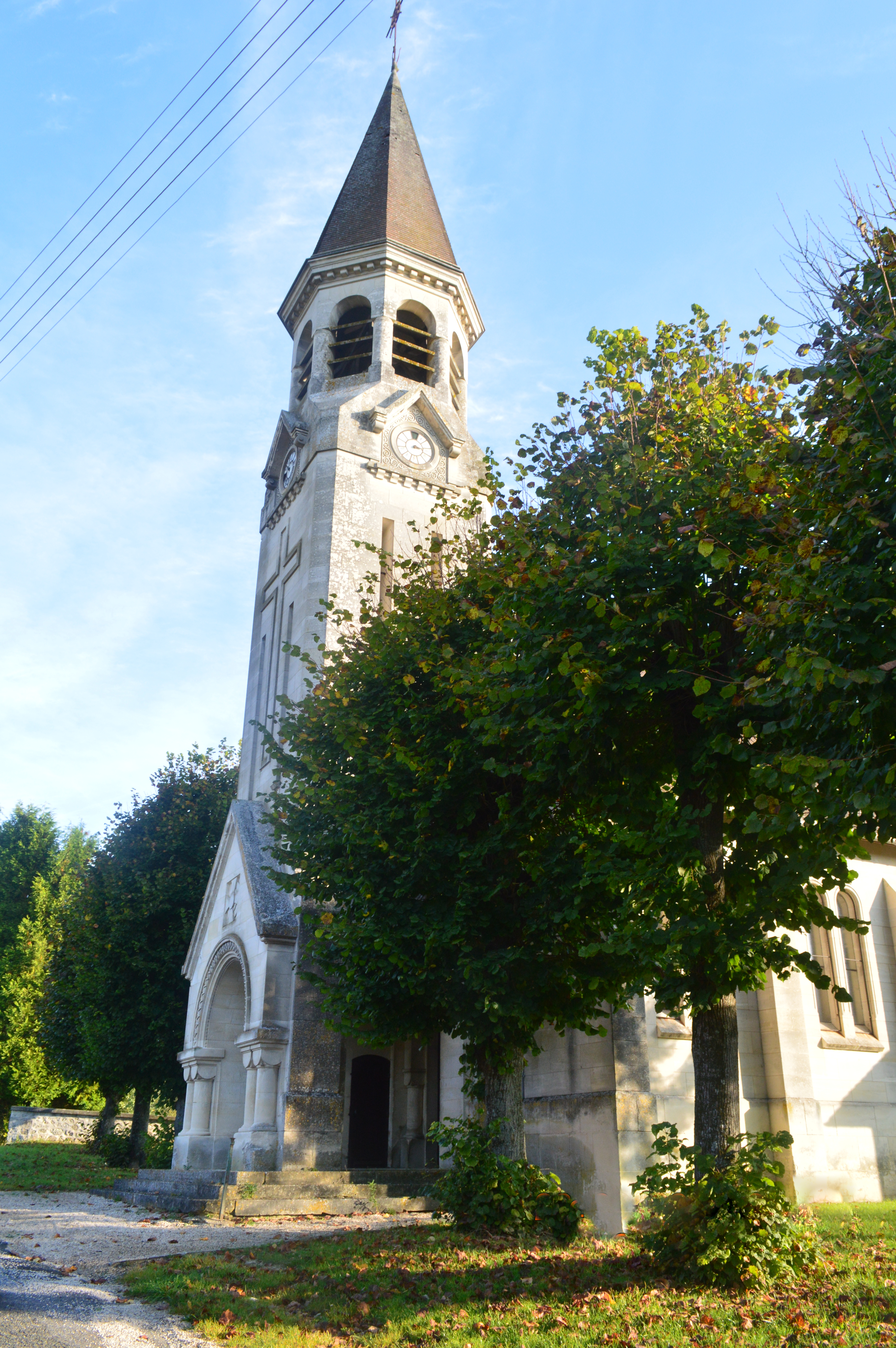
Kirche Saint-Bandry
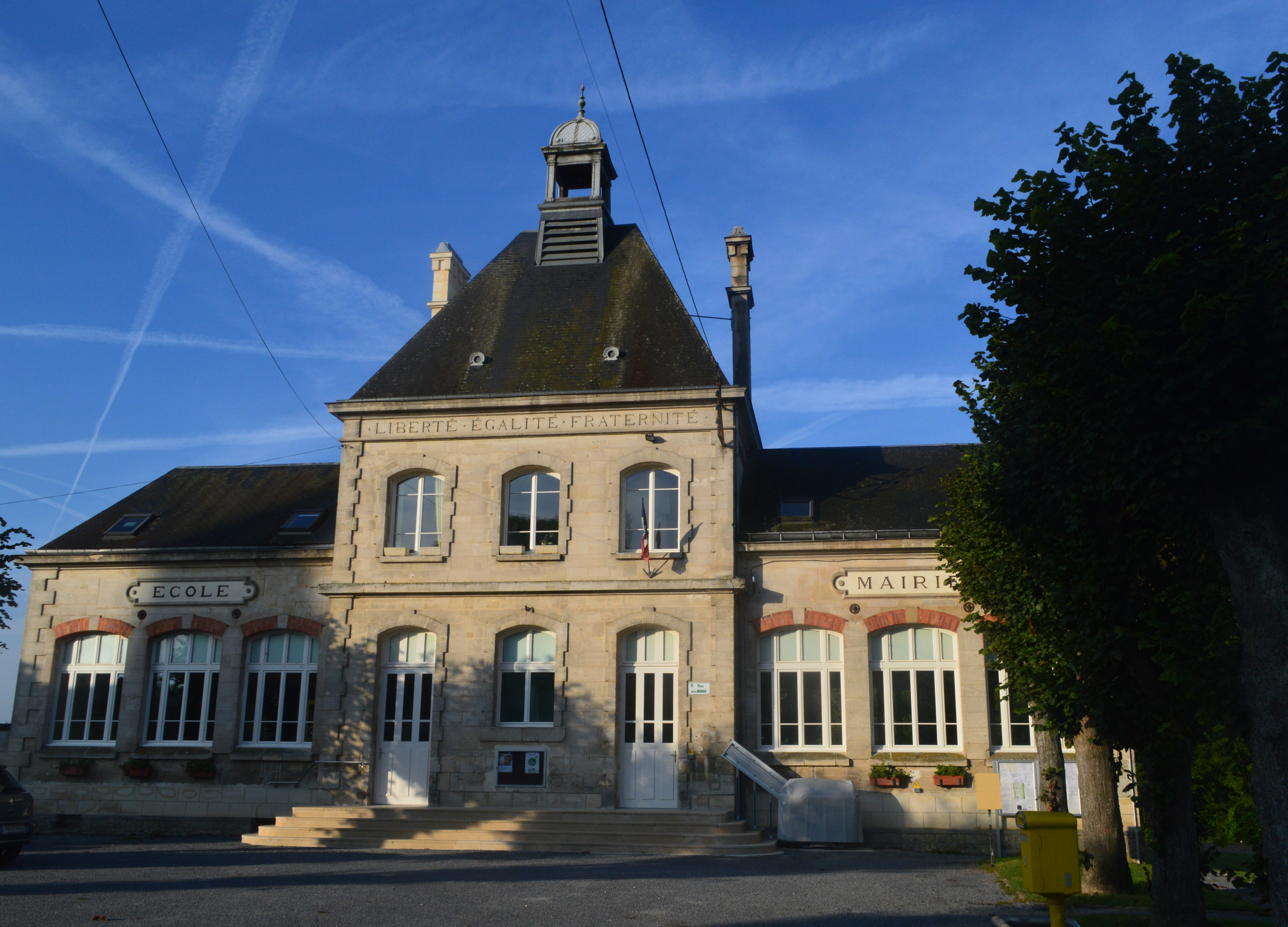
Schule und Mairie (Bürgermeisteramt)
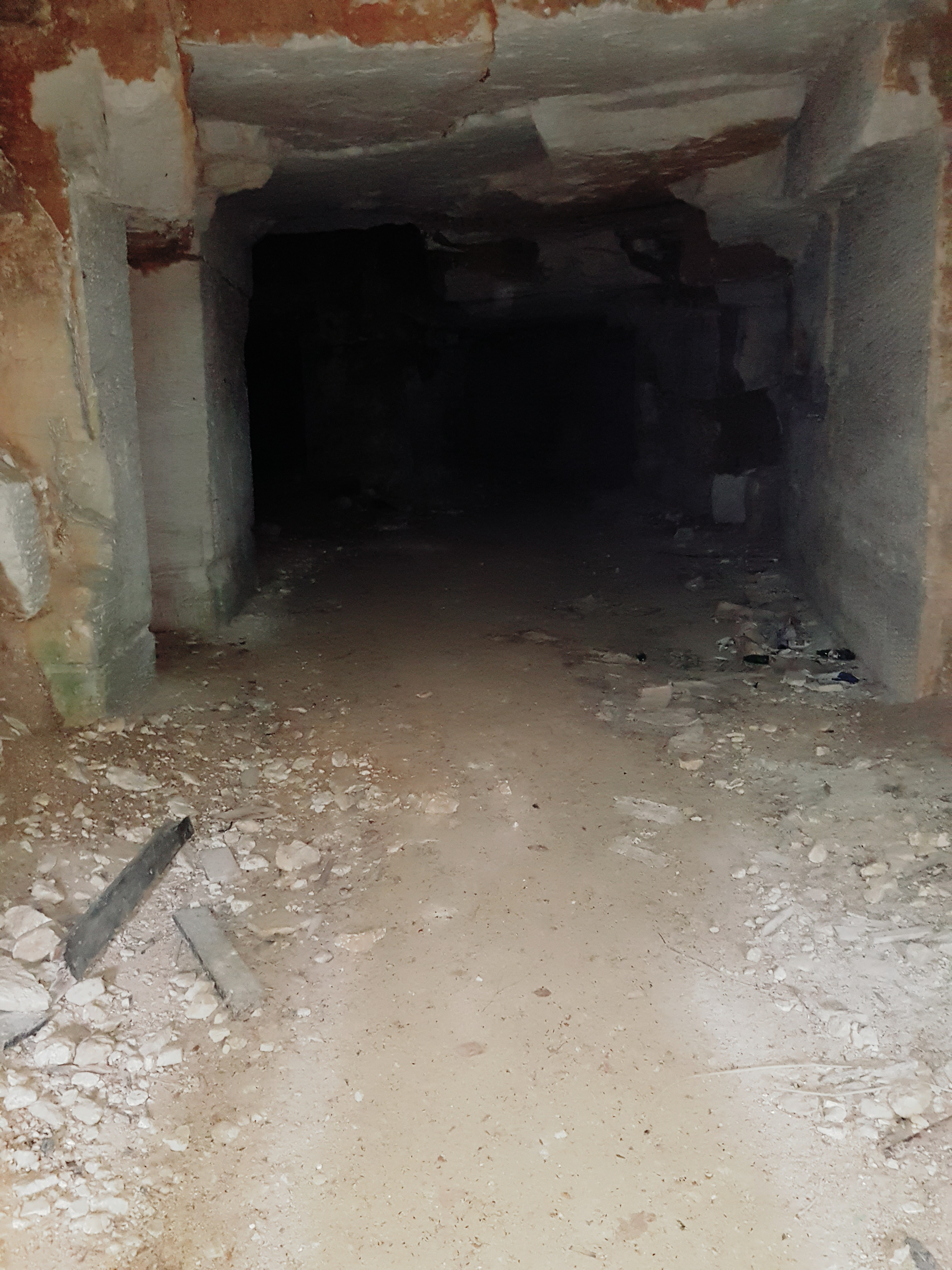
Steinbruch Creute du Caïd